# Honaker
Honaker é uma cidade  localizada no estado norte-americano de Virginia, no Condado de Russell.

## Demografia
Segundo o censo norte-americano de 2000, a sua população era de 945 habitantes.
Em 2006, foi estimada uma população de 913, um decréscimo de 32 (-3.4%).

## Geografia
De acordo com o United States Census Bureau tem uma área de
1,4 km², dos quais 1,4 km² cobertos por terra e 0,0 km² cobertos por água. Honaker localiza-se a aproximadamente 570 m acima do nível do mar.

## Localidades na vizinhança
O diagrama seguinte representa as localidades num raio de 20 km ao redor de Honaker.